# Zoé Carbonopsina
Zoe Carbonopsina (em grego: Ζωή Καρβωνοψίνα; romaniz.: Zōē Karbōnopsina; "com os olhos pretos como carvão"; † após 919), também Zoé, foi a quarta esposa do imperador bizantino Leão VI, o Sábio (r. 886–912) e a mãe de Constantino VII Porfirogênito (r. 913–959).

## Biografia
Zoe Carbonopsina era parente do cronista Teófanes, o Confessor, e sobrinha do almirante Himério. Desesperado para ter um varão, Leão VI se casou com sua concubina Zoe em 9 de janeiro de 906, só depois de ela já ter dado a luz ao futuro Constantino VII no final do ano anterior. Porém, este foi o seu quarto casamento e, portanto, ele era não canônico aos olhos da Igreja, que já havia aceitado relutantemente o seu terceiro casamento, com Eudócia Baiana, que morrera no parto em 901.
Mesmo com o patriarca de Constantinopla Nicolau Místico tendo relutantemente batizado Constantino, ele proibiu o imperador de se casar com ela. Leão o fez mesmo assim com a ajuda de um padre mais colaborativo e a oposição de Nicolau ao casamento levou-o a ser deposto e substituído por Eutímio Sincelo em 907. O novo patriarca ainda tentou contemporizar expulsando o padre ofensor, mas acabou reconhecendo o casamento.
Quando Leão morreu, em 912, ele foi sucedido por seu irmão mais novo, Alexandre, que chamou Nicolau de volta e expulsou Zoe da corte. Ela retornou no ano seguinte, quando ele morreu, mas Nicolau a forçou a entrar para um convento após obter uma promessa do Senado bizantino e do clero de não aceitá-la como imperatriz. Porém, as concessões impopulares de Nicolau aos búlgaros no final daquele mesmo ano enfraqueceram a sua posição e, em 914, Zoe conseguiu substituí-lo como regente do futuro imperador Constantino VII Porfirogênito (r. 913–959). Nicolau só conseguiu permanecer no trono patriarcal após reconhecê-la como imperatriz.
Zoe reinou com o apoio da burocracia imperial e do influente general Leão Focas, o Velho, que era o seu favorito. A primeira iniciativa da imperatriz foi revogar todas as concessões que Nicolau havia feito a Simeão I da Bulgária, incluindo o reconhecimento de seu título imperial e o casamento arranjado entre sua filha e Constantino. A renovada guerra contra a Bulgária, que havia começado mal para os bizantinos, que lutavam também no sul da Itália e na fronteira oriental. Em 915, as tropas de Zoe derrotaram uma invasão abássida, sob Almoctadir (r. 908–935), na Armênia e conseguiram arrancar a paz, o que a liberou para organizar uma grande expedição contra os búlgaros, que haviam penetrado fundo na Trácia bizantina e capturado Adrianópolis. A campanha foi planejada em grande escala e pretendia transportar os pechenegues para a Bulgária, fazendo uso da frota imperial. Porém, a aliança com os pechenegues fracassou e Leão Focas foi decisivamente derrotado na Batalha de Anquíalo e novamente na Batalha de Catasirtas. Os árabes, encorajados pela demonstração de fragilidade, renovaram seus ataques. Um humilhante tratado com eles na Sicília para que eles ajudassem a subjugar as revoltas na Itália atrapalharam ainda mais os planos da imperatriz e seus aliados.
Em 919, houve um golpe envolvendo diversas facções e as que se opunham à Zoe e Leão Focas prevaleceram. No final, o almirante Romano I Lecapeno tomou o poder, casou sua filha Helena Lecapena com Constantino VII e forçou Zoe a se fechar no convento de Santa Eufêmia, de onde ela nunca mais saiu.